# Olympische Sommerspiele 1912/Teilnehmer (Vereinigte Staaten)
| Gelbes Symbol für Goldmedaillen mit stilisierten Olympischen Ringen | Graues Symbol für Silbermedaillen mit stilisierten Olympischen Ringen | Braundes Symbol für Bronzemedaillen mit stilisierten Olympischen Ringen |
| ------------------------------------------------------------------- | --------------------------------------------------------------------- | ----------------------------------------------------------------------- |
| 25                                                                  | 19                                                                    | 19                                                                      |

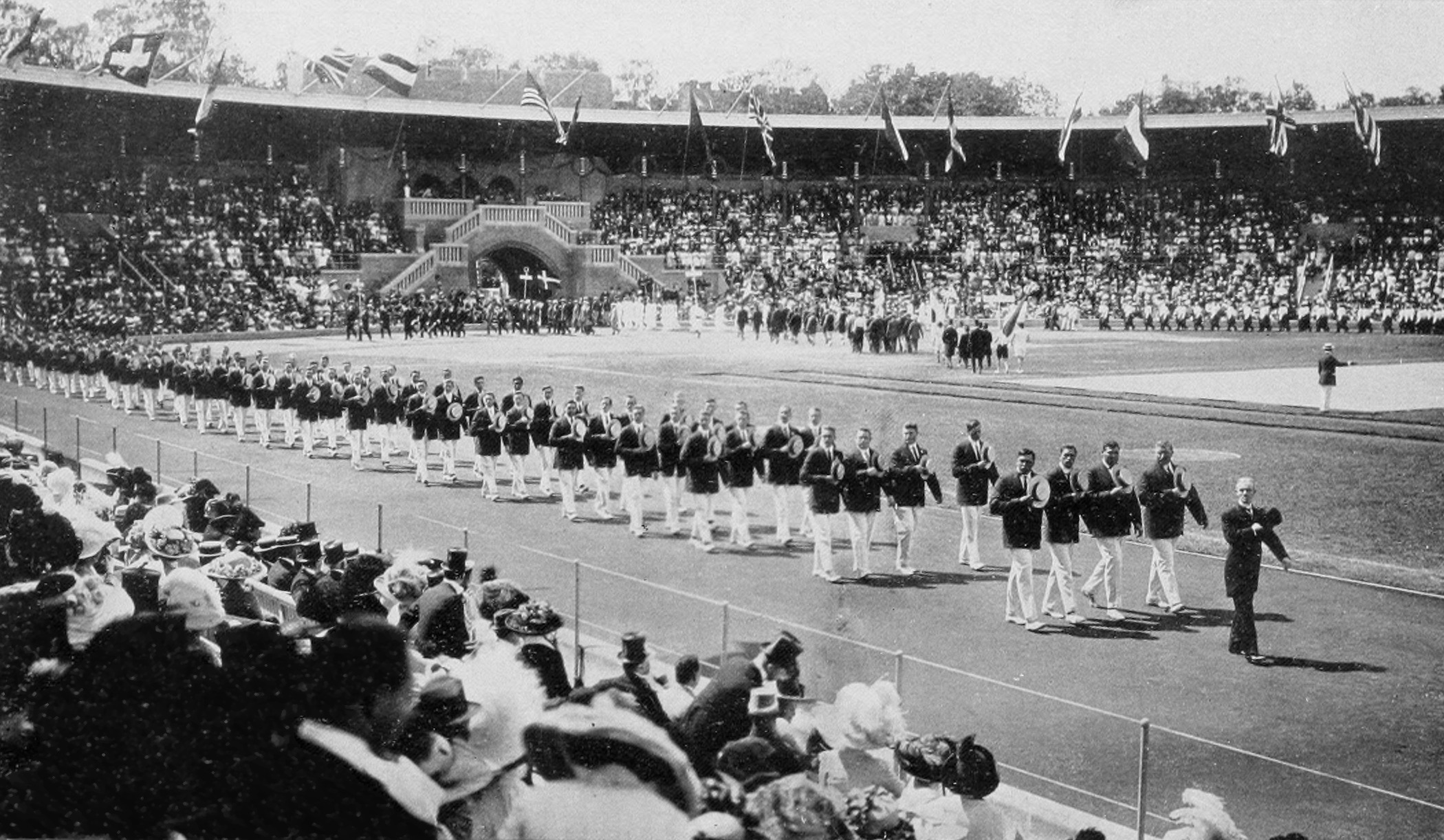
Die amerikanische Mannschaft bei der Eröffnungsfeier

Die Vereinigten Staaten nahmen an den Olympischen Sommerspielen 1912 in Stockholm, Schweden, mit einer Delegation von 174 Sportlern teil. Dabei konnten die Athleten 25 Gold-, 19 Silber- und 19 Bronzemedaillen gewinnen.

## Medaillengewinner

### Gold
| Name                                                                                  | Sportart       | Wettkampf                      |
| ------------------------------------------------------------------------------------- | -------------- | ------------------------------ |
| Platt Adams                                                                           | Leichtathletik | Standhochsprung                |
| Harry Babcock                                                                         | Leichtathletik | Stabhochsprung                 |
| Ralph Craig                                                                           | Leichtathletik | 100 m                          |
| Ralph Craig                                                                           | Leichtathletik | 200 m                          |
| Albert Gutterson                                                                      | Leichtathletik | Weitsprung                     |
| Fred Kelly                                                                            | Leichtathletik | 110 m Hürden                   |
| Pat McDonald                                                                          | Leichtathletik | Kugelstoßen                    |
| Matt McGrath                                                                          | Leichtathletik | Hammerwurf                     |
| Ted Meredith                                                                          | Leichtathletik | 800 m                          |
| Charles Reidpath                                                                      | Leichtathletik | 400 m                          |
| Alma Richards                                                                         | Leichtathletik | Hochsprung                     |
| Ralph Rose                                                                            | Leichtathletik | Kugelstoßen (beidarmig)        |
| Jim Thorpe                                                                            | Leichtathletik | Fünfkampf                      |
| Jim Thorpe                                                                            | Leichtathletik | Zehnkampf                      |
| Edward Lindberg Ted Meredith Charles Reidpath Mel Sheppard                            | Leichtathletik | 4 × 400 m Staffel              |
| Tell Berna George Bonhag Abel Kiviat Louis Scott Norman Taber                         | Leichtathletik | 3000 m Mannschaft              |
| Frederick Hird                                                                        | Schießen       | Kleinkaliber 50 m              |
| James Graham                                                                          | Schießen       | Tontaubenschießen              |
| Alfred Lane                                                                           | Schießen       | Schnellfeuerpistole 30 m       |
| Alfred Lane                                                                           | Schießen       | Beliebige Scheibenpistole 50 m |
| John Dietz Peter Dolfen Alfred Lane Henry Sears                                       | Schießen       | Pistole 50 m Mannschaft        |
| Harry Adams Allan Briggs Cornelius Burdette John Jackson Carl Osburn Warren Sprout    | Schießen       | Armeegewehr Mannschaft         |
| Charles Billings Edward Gleason James Graham Frank Hall John Hendrickson Ralph Spotts | Schießen       | Tontaubenschießen Mannschaft   |
| Duke Kahanamoku                                                                       | Schwimmen      | 100 m Freistil                 |
| Harry Hebner                                                                          | Schwimmen      | 100 m Rücken                   |

### Silber
| Name                                                            | Sportart       | Wettkampf                                      |
| --------------------------------------------------------------- | -------------- | ---------------------------------------------- |
| Alvah Meyer                                                     | Leichtathletik | 100 m                                          |
| Donald Lippincott                                               | Leichtathletik | 200 m                                          |
| Mel Sheppard                                                    | Leichtathletik | 800 m                                          |
| Abel Kiviat                                                     | Leichtathletik | 1500 m                                         |
| Lewis Tewanima                                                  | Leichtathletik | 10.000 m                                       |
| James Wendell                                                   | Leichtathletik | 110 m Hürden                                   |
| Frank Nelson                                                    | Leichtathletik | Stabhochsprung                                 |
| Marc Wright                                                     | Leichtathletik | Stabhochsprung                                 |
| Platt Adams                                                     | Leichtathletik | Standweitsprung                                |
| Ben Adams                                                       | Leichtathletik | Standhochsprung                                |
| Ralph Rose                                                      | Leichtathletik | Kugelstoßen                                    |
| Richard Byrd                                                    | Leichtathletik | Diskuswurf                                     |
| Pat McDonald                                                    | Leichtathletik | Kugelstoßen (beidarmig)                        |
| James Donahue                                                   | Leichtathletik | Fünfkampf                                      |
| Peter Dolfen                                                    | Schießen       | Beliebige Scheibenpistole 50 m                 |
| Carl Osburn                                                     | Schießen       | Armeegewehr 600 m                              |
| Carl Osburn                                                     | Schießen       | Armeegewehr Dreistellungskampf                 |
| William Leushner William Libbey William McDonnell Walter Winans | Schießen       | Laufender Hirsch 100 m Einzelschuss Mannschaft |
| Harry Hebner Ken Huszagh Duke Kahanamoku Perry McGillivray      | Schwimmen      | 4 × 200 m Freistil                             |

### Bronze
| Name                                                            | Sportart       | Wettkampf                                           |
| --------------------------------------------------------------- | -------------- | --------------------------------------------------- |
| Donald Lippincott                                               | Leichtathletik | 100 m                                               |
| Edward Lindberg                                                 | Leichtathletik | 400 m                                               |
| Ira Davenport                                                   | Leichtathletik | 800 m                                               |
| Norman Taber                                                    | Leichtathletik | 1500 m                                              |
| Martin Hawkins                                                  | Leichtathletik | 110 m Hürden                                        |
| Gaston Strobino                                                 | Leichtathletik | Marathon                                            |
| George Horine                                                   | Leichtathletik | Hochsprung                                          |
| Frank Murphy                                                    | Leichtathletik | Stabhochsprung                                      |
| Ben Adams                                                       | Leichtathletik | Standweitsprung                                     |
| Lawrence Whitney                                                | Leichtathletik | Kugelstoßen                                         |
| James Duncan                                                    | Leichtathletik | Diskuswurf                                          |
| Clarence Childs                                                 | Leichtathletik | Hammerwurf                                          |
| Carl Schutte                                                    | Radsport       | Einzelzeitfahren (320 km)                           |
| Albert Krushel Alvin Loftes Walden Martin Carl Schutte          | Radsport       | Mannschaftsfahren (320 km)                          |
| Ephraim Graham Guy Henry Ben Lear Jack Montgomery               | Reiten         | Vielseitigkeit                                      |
| John Jackson                                                    | Schießen       | Armeegewehr 600 m                                   |
| William Leushner Frederick Hird William McDonnell Warren Sprout | Schießen       | Kleinkaliber 25 m – Verschwindendes Ziel Mannschaft |
| William Leushner Frederick Hird Carl Osburn Warren Sprout       | Schießen       | Kleinkaliber 50 m – Mannschaft                      |
| Ken Huszagh                                                     | Schwimmen      | 100 m Freistil                                      |

## Teilnehmer nach Sportarten

### Fechten
| Athlet                                                                                             | Disziplin          | Erste Runde       | Erste Runde       | Viertelfinale  | Viertelfinale  | Halbfinale     | Halbfinale     | Finale         | Finale         |
| Athlet                                                                                             | Disziplin          | Ergebnis          | Platz             | Ergebnis       | Platz          | Ergebnis       | Platz          | Ergebnis       | Platz          |
| -------------------------------------------------------------------------------------------------- | ------------------ | ----------------- | ----------------- | -------------- | -------------- | -------------- | -------------- | -------------- | -------------- |
| William Bowman                                                                                     | Florett – Einzel   | 3 Verloren        | Vierter           | nicht erreicht | nicht erreicht | nicht erreicht | nicht erreicht | nicht erreicht | nicht erreicht |
| William Bowman                                                                                     | Degen – Einzel     | 2 Verloren        | Dritter           | 2 Verloren     | Zweiter        | 3 Verloren     | Dritter        | nicht erreicht | nicht erreicht |
| Scott Breckinridge                                                                                 | Florett – Einzel   | 3 Verloren        | Dritter           | 3 Verloren     | Vierter        | nicht erreicht | nicht erreicht | nicht erreicht | nicht erreicht |
| George Breed                                                                                       | Florett – Einzel   | 3 Verloren        | Vierter           | nicht erreicht | nicht erreicht | nicht erreicht | nicht erreicht | nicht erreicht | nicht erreicht |
| George Breed                                                                                       | Degen – Einzel     | 1 Verloren        | Dritter           | 3 Verloren     | Vierter        | nicht erreicht | nicht erreicht | nicht erreicht | nicht erreicht |
| John Gignoux                                                                                       | Florett – Einzel   | 5 Verloren        | Sechster          | nicht erreicht | nicht erreicht | nicht erreicht | nicht erreicht | nicht erreicht | nicht erreicht |
| John Gignoux                                                                                       | Degen – Einzel     | 5 Verloren        | Siebter           | nicht erreicht | nicht erreicht | nicht erreicht | nicht erreicht | nicht erreicht | nicht erreicht |
| Sherman Hall                                                                                       | Florett – Einzel   | 1 Verloren        | Erster            | 1 Verloren     | Dritter        | 2 Verloren     | Dritter        | nicht erreicht | nicht erreicht |
| Sherman Hall                                                                                       | Degen – Einzel     | 4 Verloren        | Vierter           | nicht erreicht | nicht erreicht | nicht erreicht | nicht erreicht | nicht erreicht | nicht erreicht |
| Graeme Hammond                                                                                     | Florett – Einzel   | 3 Verloren        | Vierter           | nicht erreicht | nicht erreicht | nicht erreicht | nicht erreicht | nicht erreicht | nicht erreicht |
| Graeme Hammond                                                                                     | Degen – Einzel     | 3 Verloren        | Vierter           | nicht erreicht | nicht erreicht | nicht erreicht | nicht erreicht | nicht erreicht | nicht erreicht |
| Marc Larimer                                                                                       | Florett – Einzel   | 2 Verloren        | Zweiter           | 4 Verloren     | Fünfter        | nicht erreicht | nicht erreicht | nicht erreicht | nicht erreicht |
| Marc Larimer                                                                                       | Degen – Einzel     | 3 Verloren        | Vierter           | nicht erreicht | nicht erreicht | nicht erreicht | nicht erreicht | nicht erreicht | nicht erreicht |
| John MacLaughlin                                                                                   | Florett – Einzel   | 4 Verloren        | Vierter           | nicht erreicht | nicht erreicht | nicht erreicht | nicht erreicht | nicht erreicht | nicht erreicht |
| John MacLaughlin                                                                                   | Degen – Einzel     | 5 Verloren        | Siebter           | nicht erreicht | nicht erreicht | nicht erreicht | nicht erreicht | nicht erreicht | nicht erreicht |
| James Moore                                                                                        | Degen – Einzel     | 5 Verloren        | Siebter           | nicht erreicht | nicht erreicht | nicht erreicht | nicht erreicht | nicht erreicht | nicht erreicht |
| Harold Rayner                                                                                      | Florett – Einzel   | 0 Verloren        | Erster            | 4 Verloren     | Sechster       | nicht erreicht | nicht erreicht | nicht erreicht | nicht erreicht |
| Alfred Sauer                                                                                       | Florett – Einzel   | 3 Verloren        | Vierter           | nicht erreicht | nicht erreicht | nicht erreicht | nicht erreicht | nicht erreicht | nicht erreicht |
| Alfred Sauer                                                                                       | Degen – Einzel     | 3 Verloren        | Vierter           | nicht erreicht | nicht erreicht | nicht erreicht | nicht erreicht | nicht erreicht | nicht erreicht |
| Alfred Sauer                                                                                       | Säbel – Einzel     | Freilos           | Freilos           | 3 Verloren     | Vierter        | nicht erreicht | nicht erreicht | nicht erreicht | nicht erreicht |
| Fredric Schenck                                                                                    | Degen – Einzel     | Freilos           | Freilos           | 3 Verloren     | Vierter        | nicht erreicht | nicht erreicht | nicht erreicht | nicht erreicht |
| Albertson Van Zo Post                                                                              | Florett – Einzel   | 1 Verloren        | Erster            | DNS            | DNS            | nicht erreicht | nicht erreicht | nicht erreicht | nicht erreicht |
| Albertson Van Zo Post                                                                              | Degen – Einzel     | Freilos           | Freilos           | 3 Verloren     | Fünfter        | nicht erreicht | nicht erreicht | nicht erreicht | nicht erreicht |
| Albertson Van Zo Post                                                                              | Säbel – Einzel     | 1 gewonnen        | Dritter           | DNS            | DNS            | nicht erreicht | nicht erreicht | nicht erreicht | nicht erreicht |
| William Bowman Scott Breckinridge George Breed Sherman Hall John MacLaughlin Albertson Van Zo Post | Degen – Mannschaft | nicht ausgetragen | nicht ausgetragen | 2 Verloren     | Dritter        | nicht erreicht | nicht erreicht | nicht erreicht | nicht erreicht |

### Leichtathletik
| Athlet                                                        | Disziplin                        | Vorlauf           | Vorlauf           | Halbfinale        | Halbfinale        | Finale          | Finale         |
| Athlet                                                        | Disziplin                        | Ergebnis          | Platz             | Ergebnis          | Platz             | Ergebnis        | Platz          |
| ------------------------------------------------------------- | -------------------------------- | ----------------- | ----------------- | ----------------- | ----------------- | --------------- | -------------- |
| Ben Adams                                                     | Standweitsprung                  | nicht ausgetragen | nicht ausgetragen | 3,28 m            | Dritter           | 3,28 m          | Dritter        |
| Ben Adams                                                     | Hochsprung                       | nicht ausgetragen | nicht ausgetragen | 1,50 m            | Erster            | 1,60 m          | Zweiter        |
| Platt Adams                                                   | Dreisprung                       | nicht ausgetragen | nicht ausgetragen | 14,09 m           | Fünfter           | nicht erreicht  | nicht erreicht |
| Platt Adams                                                   | Hochsprung                       | nicht ausgetragen | nicht ausgetragen | 1,70 m            | 23.               | nicht erreicht  | nicht erreicht |
| Platt Adams                                                   | Standweitsprung                  | nicht ausgetragen | nicht ausgetragen | 3,32 m            | Zweiter           | 3,36 m          | Zweiter        |
| Platt Adams                                                   | Standhochsprung                  | nicht ausgetragen | nicht ausgetragen | 1,50 m            | Erster            | 1,63 m          | Olympiasieger  |
| Fred Allen                                                    | Weitsprung                       | nicht ausgetragen | nicht ausgetragen | 6,94 m            | Sechster          | nicht erreicht  | nicht erreicht |
| Lewis Anderson                                                | 1500 m                           | nicht ausgetragen | nicht ausgetragen | k. A.             | Vierter           | nicht erreicht  | nicht erreicht |
| Harry Babcock                                                 | Stabhochsprung                   | nicht ausgetragen | nicht ausgetragen | 3,65 m            | Erster            | 3,95 m          | Olympiasieger  |
| Harry Babcock                                                 | Zehnkampf                        | nicht ausgetragen | nicht ausgetragen | nicht ausgetragen | nicht ausgetragen | 2054,050        | 25.            |
| Sam Bellah                                                    | Stabhochsprung                   | nicht ausgetragen | nicht ausgetragen | 3,65 m            | Erster            | 3,75 m          | Siebter        |
| Frank Belote                                                  | 100 m                            | 11,0 s            | Erster            | 11,1 s            | Erster            | 11,0 s          | Fünfter        |
| Frank Belote                                                  | Standhochsprung                  | nicht ausgetragen | nicht ausgetragen | 1,45 m            | Siebter           | nicht erreicht  | nicht erreicht |
| Tell Berna                                                    | 5000 m                           | nicht ausgetragen | nicht ausgetragen | 15:53,3 min       | Dritter           | 15:10,0 min     | Fünfter        |
| Tell Berna                                                    | Einzelwertung Crosslauf          | nicht ausgetragen | nicht ausgetragen | nicht ausgetragen | nicht ausgetragen | DNF             | DNF            |
| Vaughn Blanchard                                              | 110 m Hürden                     | 16,0              | Zweiter           | 15,7              | Zweiter           | nicht erreicht  | nicht erreicht |
| George Bonhag                                                 | 5000 m                           | nicht ausgetragen | nicht ausgetragen | 15:22,6 min (OR)  | Erster            | 15:09,8 min     | Vierter        |
| George Bonhag                                                 | Einzelwertung Crosslauf          | nicht ausgetragen | nicht ausgetragen | nicht ausgetragen | nicht ausgetragen | DNF             | DNF            |
| Charles Brickley                                              | Dreisprung                       | nicht ausgetragen | nicht ausgetragen | 13,88 m           | Neunter           | nicht erreicht  | nicht erreicht |
| Avery Brundage                                                | Diskuswurf                       | nicht ausgetragen | nicht ausgetragen | 37,85 m           | 22.               | nicht erreicht  | nicht erreicht |
| Avery Brundage                                                | Fünfkampf                        | nicht ausgetragen | nicht ausgetragen | nicht ausgetragen | nicht ausgetragen | 31 Punkte       | Sechster       |
| Avery Brundage                                                | Zehnkampf                        | nicht ausgetragen | nicht ausgetragen | nicht ausgetragen | nicht ausgetragen | 5580,900        | 16.            |
| Jervis Burdick                                                | Hochsprung                       | nicht ausgetragen | nicht ausgetragen | 1,80 m            | Zwölfter          | nicht erreicht  | nicht erreicht |
| Richard Byrd                                                  | Standweitsprung                  | nicht ausgetragen | nicht ausgetragen | 3,12 m            | Achter            | nicht erreicht  | nicht erreicht |
| Richard Byrd                                                  | Standhochsprung                  | nicht ausgetragen | nicht ausgetragen | 1,50 m            | Erster            | 1,50 m          | Vierter        |
| Richard Byrd                                                  | Diskuswurf                       | nicht ausgetragen | nicht ausgetragen | 42,32 m           | Zweiter           | 42,32 m         | Zweiter        |
| Richard Byrd                                                  | Diskuswurf (beidarmig)           | nicht ausgetragen | nicht ausgetragen | 62,32 m           | 17.               | nicht erreicht  | nicht erreicht |
| David Caldwell                                                | 800 m                            | 1:58,6 min        | Erster            | 1:55,9 min        | Dritter           | 1:52,8 min      | Vierter        |
| John Case                                                     | 110 m Hürden                     | 16,3 s            | Erster            | 15,6 s            | Erster            | 15,3 s          | Vierter        |
| Clarence Childs                                               | Hammerwurf                       | nicht ausgetragen | nicht ausgetragen | 48,17 m           | Dritter           | 48,17 m         | Dritter        |
| George Chisholm                                               | 110 m Hürden                     | 15,4 s            | Erster            | 15,7 s            | Zweiter           | nicht erreicht  | nicht erreicht |
| Carl Cooke                                                    | 200 m                            | 22,5              | Erster            | k. A.             | Zweiter           | nicht erreicht  | nicht erreicht |
| J. Ira Courtney                                               | 100 m                            | 11,2              | Erster            | k. A.             | Zweiter           | nicht erreicht  | nicht erreicht |
| J. Ira Courtney                                               | 200 m                            | 22,7              | Erster            | k. A.             | Dritter           | nicht erreicht  | nicht erreicht |
| Frank Coyle                                                   | Stabhochsprung                   | nicht ausgetragen | nicht ausgetragen | 3,65 m            | Erster            | 3,65 m          | Achter         |
| Ralph Craig                                                   | 100 m                            | 11,2 s            | Erster            | 10,7 s            | Erster            | 10,8 s          | Olympiasieger  |
| Ralph Craig                                                   | 200 m                            | 22,8 s            | Erster            | 21,9 s            | Erster            | 21,7 s          | Olympiasieger  |
| Ira Davenport                                                 | 400 m                            | k. A.             | Zweiter           | k. A.             | Zweiter           | nicht erreicht  | nicht erreicht |
| Ira Davenport                                                 | 800 m                            | 1:59,0 min        | Erster            | 1:55,9 min        | Vierter           | 1:52,0          | Dritter        |
| Clarence DeMar                                                | Marathon                         | nicht ausgetragen | nicht ausgetragen | nicht ausgetragen | nicht ausgetragen | 2:50:46,6 h     | Zwölfter       |
| Howard Drew                                                   | 100 m                            | 11,0 s            | Erster            | 11,0 s            | Erster            | DNS             | DNS            |
| James Donahue                                                 | Fünfkampf                        | nicht ausgetragen | nicht ausgetragen | nicht ausgetragen | nicht ausgetragen | 29 Punkte       | Zweiter        |
| James Donahue                                                 | Zehnkampf                        | nicht ausgetragen | nicht ausgetragen | nicht ausgetragen | nicht ausgetragen | 7083,450 Punkte | Fünfter        |
| Gordon Dukes                                                  | Stabhochsprung                   | nicht ausgetragen | nicht ausgetragen | 3,65 m            | Erster            | 3,65 m          | Achter         |
| James Duncan                                                  | Diskuswurf                       | nicht ausgetragen | nicht ausgetragen | 42,28 m           | Dritter           | 42,38 m         | Dritter        |
| James Duncan                                                  | Diskuswurf (beidarmig)           | nicht ausgetragen | nicht ausgetragen | 71,13 m           | Fünfter           | nicht erreicht  | nicht erreicht |
| Clarence Edmundson                                            | 400 m                            | 50,2 s            | Erster            | k. A.             | Zweiter           | nicht erreicht  | nicht erreicht |
| Clarence Edmundson                                            | 800 m                            | 1:56,5 min        | Erster            | 1:55,8 min        | Zweiter           | k. A.           | Siebter        |
| John Eller                                                    | 119 m Hürden                     | 16,0 s            | Erster            | 15,7 s            | Zweiter           | nicht erreicht  | nicht erreicht |
| John Eller                                                    | Fünfkampf                        | nicht ausgetragen | nicht ausgetragen | nicht ausgetragen | nicht ausgetragen | 47 Punkte       | 19.            |
| Harold Enright                                                | Hochsprung                       | nicht ausgetragen | nicht ausgetragen | 1,75 m            | 13.               | nicht erreicht  | nicht erreicht |
| Egon Erickson                                                 | Hochsprung                       | nicht ausgetragen | nicht ausgetragen | 1,83 m            | Erster            | 1,87 m          | Vierter        |
| Joseph Erxleben                                               | Marathon                         | nicht ausgetragen | nicht ausgetragen | 2:45:47,2 h       | Achter            |                 |                |
| Edward Farrell                                                | Weitsprung                       | nicht ausgetragen | nicht ausgetragen | 6,71 m            | 13.               | nicht erreicht  | nicht erreicht |
| Edward Farrell                                                | Dreisprung                       | nicht ausgetragen | nicht ausgetragen | 13,57 m           | 13.               | nicht erreicht  | nicht erreicht |
| Edward Fitzgerald                                             | 5000 m                           | nicht ausgetragen | nicht ausgetragen | DNF               | DNF               | nicht erreicht  | nicht erreicht |
| Forest Fletcher                                               | Standweitsprung                  | nicht ausgetragen | nicht ausgetragen | 3,11 m            | Neunter           | nicht erreicht  | nicht erreicht |
| Forest Fletcher                                               | Standhochsprung                  | nicht ausgetragen | nicht ausgetragen | 1,45 m            | Siebter           | nicht erreicht  | nicht erreicht |
| Joseph Forshaw                                                | Marathon                         | nicht ausgetragen | nicht ausgetragen | nicht ausgetragen | nicht ausgetragen | 2:49:49,4 h     | Zehnter        |
| Bill Fritz                                                    | Stabhochsprung                   | nicht ausgetragen | nicht ausgetragen | 3,65 m            | Erster            | 3,65 m          | Achter         |
| John Gallagher                                                | Marathon                         | nicht ausgetragen | nicht ausgetragen | nicht ausgetragen | nicht ausgetragen | 2:44:19,4 h     | Siebter        |
| Peter Clarence Gerhardt                                       | 100 m                            | 11,2 s            | Erster            | k. A.             | Dritter           | nicht erreicht  | nicht erreicht |
| Peter Clarence Gerhardt                                       | 200 m                            | 22,9 s            | Erster            | k. A.             | Zweiter           | nicht erreicht  | nicht erreicht |
| Simon Gillis                                                  | Hammerwurf                       | nicht ausgetragen | nicht ausgetragen | keine Weite       | 14.               | nicht erreicht  | nicht erreicht |
| Leo Goehring                                                  | Standweitsprung                  | nicht ausgetragen | nicht ausgetragen | 3,14 m            | Fünfter           | nicht erreicht  | nicht erreicht |
| Leo Goehring                                                  | Standhochsprung                  | nicht ausgetragen | nicht ausgetragen | 1,50 m            | Erster            | 1,50 m          | Vierter        |
| Harry Grumpelt                                                | Hochsprung                       | nicht ausgetragen | nicht ausgetragen | 1,83 m            | Erster            | 1,85 m          | Sechster       |
| Albert Gutterson                                              | Weitsprung                       | nicht ausgetragen | nicht ausgetragen | 7,60 m (OR)       | Erster            | 7,60            | Olympiasieger  |
| Carroll Haff                                                  | 400 m                            | 50,4 s            | Erster            | 49,7 s            | Erster            | 49,5            | Fünfter        |
| Thomas Halpin                                                 | 800 m                            | 1:59,2 min        | Vierter           | nicht erreicht    | nicht erreicht    |                 |                |
| Martin Hawkins                                                | 110 m Hürden                     | 16,1 s            | Erster            | 15,7 s            | Erster            | 15,3 s          | Dritter        |
| Frederick Hedlund                                             | 1500 m                           | nicht ausgetragen | nicht ausgetragen | 4:10,8 min        | Zweiter           | k. A.           | Neuner-14.     |
| Harold Heiland                                                | 100 m                            | k. A.             | Dritter           | nicht erreicht    | nicht erreicht    | nicht erreicht  | nicht erreicht |
| Harold Heiland                                                | 200 m                            | k. A.             | Zweiter           | k. A.             | Vierter           | nicht erreicht  | nicht erreicht |
| Harry Hellawell                                               | 10.000 m                         | nicht ausgetragen | nicht ausgetragen | DNF               | DNF               | nicht erreicht  | nicht erreicht |
| Harry Hellawell                                               | Einzelwertung Crosslauf          | nicht ausgetragen | nicht ausgetragen | nicht ausgetragen | nicht ausgetragen | 48:12,0 min     | Zwölfter       |
| Harlan Holden                                                 | 800 m                            | 1:58,1 min        | Erster            | k. A.             | Sechster-Neunter  | nicht erreicht  | nicht erreicht |
| George Horine                                                 | Hochsprung                       | nicht ausgetragen | nicht ausgetragen | 1,83 m            | Erster            | 1,89 m          | Dritter        |
| Frank Irons                                                   | Weitsprung                       | nicht ausgetragen | nicht ausgetragen | 6,80 m            | Neunter           | nicht erreicht  | nicht erreicht |
| John Johnstone                                                | Hochsprung                       | nicht ausgetragen | nicht ausgetragen | 1,83 m            | Erster            | 1,85 m          | Sechster       |
| John Paul Jones                                               | 800 m                            | 2:01,8 min        | Erster            | DNS               | DNS               | nicht erreicht  | nicht erreicht |
| John Paul Jones                                               | 1500 m                           | nicht ausgetragen | nicht ausgetragen | 4:12,4 min        | Zweiter           | 3:57,2 min      | Vierter        |
| Frederick Kaiser                                              | 10.000 m Gehen                   | nicht ausgetragen | nicht ausgetragen | 51:31,8 min       | Fünfter           | DNF             | DNF            |
| Fred Kelly                                                    | 110 m Hürden                     | 16,4 s            | Erster            | 15,6 s            | Erster            | 15,1 s          | Olympiasieger  |
| Abel Kiviat                                                   | 1500 m                           | nicht ausgetragen | nicht ausgetragen | 4:04,4 min        | Erster            | 3:56,9 min      | Zweiter        |
| William Kramer                                                | 10.000 m                         | nicht ausgetragen | nicht ausgetragen | DNF               | DNF               | nicht erreicht  | nicht erreicht |
| William Kramer                                                | Einzelwertung Crosslauf          | nicht ausgetragen | nicht ausgetragen | nicht ausgetragen | nicht ausgetragen | DNF             | DNF            |
| Thomas Lilley                                                 | Marathon                         | nicht ausgetragen | nicht ausgetragen | nicht ausgetragen | nicht ausgetragen | 2:59:35,4 h     | 18.            |
| Edward Lindberg                                               | 400 m                            | 50,6 s            | Erster            | 48,9 s            | Erster            | 48,4 s          | Dritter        |
| Donald Lippincott                                             | 100 m                            | 10,6 s (WR)       | Erster            | 10,7              | Erster            | 10,9            | Dritter        |
| Donald Lippincott                                             | 200 m                            | 22,8 s            | Erster            | 21,8 s            | Erster            | 21,8 s          | Zweiter        |
| Louis Madeira                                                 | 1500 m                           | nicht ausgetragen | nicht ausgetragen | 4:27,9 min        | Zweiter           | k. A.           | Neunter -14    |
| Hugh Maguire                                                  | 10.000 m                         | nicht ausgetragen | nicht ausgetragen | 34:32,0 min       | Fünfter           | DNF             | DNF            |
| Walter McClure                                                | 800 m                            | k. A.             | Dritter           | nicht erreicht    | nicht erreicht    | nicht erreicht  | nicht erreicht |
| Walter McClure                                                | 1500 m                           | nicht ausgetragen | nicht ausgetragen | 4:07,3 min        | Zweiter           | k. A.           | Achter         |
| Wallace McCurdy                                               | 5000 m                           | nicht ausgetragen | nicht ausgetragen | DNF               | DNF               | nicht erreicht  | nicht erreicht |
| Pat McDonald                                                  | Kugelstoßen                      | nicht ausgetragen | nicht ausgetragen | 14,78 m           | Zweiter           | 15,34 m (OR)    | Olympiasieger  |
| Pat McDonald                                                  | Kugelstoßen (beidarmig)          | nicht ausgetragen | nicht ausgetragen | 25,09 m           | Dritter           | 27,53 m         | Zweiter        |
| Matt McGrath                                                  | Hammerwurf                       | nicht ausgetragen | nicht ausgetragen | 54,13 m (OR)      | Erster            | 54,74 m (OR)    | Olympiasieger  |
| Austin Menaul                                                 | Fünfkampf                        | nicht ausgetragen | nicht ausgetragen | nicht ausgetragen | nicht ausgetragen | 30 Punkte       | Fünfter        |
| Eugene Mercer                                                 | Weitsprung                       | nicht ausgetragen | nicht ausgetragen | 6,97 m            | Fünfter           | nicht erreicht  | nicht erreicht |
| Eugene Mercer                                                 | Zehnkampf                        | nicht ausgetragen | nicht ausgetragen | nicht ausgetragen | nicht ausgetragen | 7074,995 Punkte | Sechster       |
| Ted Meredith                                                  | 400 m                            | k. A.             | Zweiter           | 48,8 s            | Erster            | 49,2 s          | Vierter        |
| Ted Meredith                                                  | 800 m                            | k. A.             | Zweiter           | 1:54,4 min        | Erster            | 1:51,9 min (WR) | Olympiasieger  |
| Alvah Meyer                                                   | 100 m                            | 11,6 s            | Erster            | 10,7 s            | Erster            | 10,9 s          | Zweiter        |
| Alvah Meyer                                                   | 200 m                            | 24,1 s            | Erster            | k. A.             | Zweiter           | nicht erreicht  | nicht erreicht |
| Arlie Mucks                                                   | Diskuswurf                       | nicht ausgetragen | nicht ausgetragen | 40,93 m           | Sechster          | nicht erreicht  | nicht erreicht |
| Arlie Mucks                                                   | Diskuswurf (beidarmig)           | nicht ausgetragen | nicht ausgetragen | 63,83 m           | 15.               | nicht erreicht  | nicht erreicht |
| Emil Muller                                                   | Diskuswurf                       | nicht ausgetragen | nicht ausgetragen | 39,35 m           | Zwölfter          | nicht erreicht  | nicht erreicht |
| Emil Muller                                                   | Diskuswurf (beidarmig)           | nicht ausgetragen | nicht ausgetragen | 69,56 m           | Sechster          | nicht erreicht  | nicht erreicht |
| Frank Murphy                                                  | Stabhochsprung                   | nicht ausgetragen | nicht ausgetragen | 3,65 m            | Erster            | 3,80 m          | Dritter        |
| Frank Nelson                                                  | Stabhochsprung                   | nicht ausgetragen | nicht ausgetragen | 3,65 m            | Erster            | 3,85 m          | Zweiter        |
| John Nicholson                                                | 110 m Hürden                     | 15,5 s            | Erster            | 15,4 s            | Erster            | DNF             | DNF            |
| John Nicholson                                                | Hochsprung                       | nicht ausgetragen | nicht ausgetragen | keine Weite       | 34.               | nicht erreicht  | nicht erreicht |
| Wesley Oler                                                   | Hochsprung                       | nicht ausgetragen | nicht ausgetragen | 1,75 m            | 13.               | nicht erreicht  | nicht erreicht |
| James Patterson                                               | 1500 m                           | nicht ausgetragen | nicht ausgetragen | 4:05,5 min        | 3                 | nicht erreicht  | nicht erreicht |
| George Philbrook                                              | Kugelstoßen                      | nicht ausgetragen | nicht ausgetragen | 13,13 m           | 5                 | nicht erreicht  | nicht erreicht |
| George Philbrook                                              | Diskuswurf                       | nicht ausgetragen | nicht ausgetragen | 40,92 m           | Siebter           | nicht erreicht  | nicht erreicht |
| George Philbrook                                              | Zehnkampf                        | nicht ausgetragen | nicht ausgetragen | 6538,520 Punkte   | 13.               |                 |                |
| Richard Piggott                                               | Marathon                         | nicht ausgetragen | nicht ausgetragen | nicht ausgetragen | nicht ausgetragen | 2:46:40,7 h     | Neunter        |
| Edwin Pritchard                                               | 110 m Hürden                     | 16,4 s            | Erster            | 15,6 s            | Zweiter           | nicht erreicht  | nicht erreicht |
| Herbert Putnam                                                | 800 m                            | k. A.             | Zweiter           | 1:55,0 min        | Vierter           | k. A.           | Achter         |
| Herbert Putnam                                                | 1500 m                           | nicht ausgetragen | nicht ausgetragen | 4:07,6 min        | Dritter           | nicht erreicht  | nicht erreicht |
| Charles Reidpath                                              | 200 m                            | 22,6 s            | Erster            | 22,1 s            | Erster            | 22,3 s          | Fünfter        |
| Charles Reidpath                                              | 400 m                            | 51,2 s            | Zweiter           | 48,7 s            | Erster            | 48,2 s (OR)     | Olympiasieger  |
| Edward Renz                                                   | 10.000 m Gehen                   | nicht ausgetragen | nicht ausgetragen | 53:30,8 min       | Siebter           | nicht erreicht  | nicht erreicht |
| John Reynolds                                                 | Marathon                         | nicht ausgetragen | nicht ausgetragen | nicht ausgetragen | nicht ausgetragen | DNF             | DNF            |
| Alma Richards                                                 | Hochsprung                       | nicht ausgetragen | nicht ausgetragen | 1,83 m            | Erster            | 1,93 m          | Olympiasieger  |
| Ralph Rose                                                    | Kugelstoßen                      | nicht ausgetragen | nicht ausgetragen | 15,25 m (OR)      | Erster            | 15,25 m         | Zweiter        |
| Ralph Rose                                                    | Diskuswurf                       | nicht ausgetragen | nicht ausgetragen | 39,65 m           | Elfter            | nicht erreicht  | nicht erreicht |
| Ralph Rose                                                    | Hammerwurf                       | nicht ausgetragen | nicht ausgetragen | 42,58 m           | Achter            | nicht erreicht  | nicht erreicht |
| Ralph Rose                                                    | Kugelstoßen (beidarmig)          | nicht ausgetragen | nicht ausgetragen | 26,50 m           | Zweiter           | 27,70 m         | Olympiasieger  |
| James Rosenberger                                             | 400 m                            | 50,6 s            | Erster            | DNF               | DNF               | nicht erreicht  | nicht erreicht |
| Michael J. Ryan                                               | Marathon                         | nicht ausgetragen | nicht ausgetragen | nicht ausgetragen | nicht ausgetragen | DNF             | DNF            |
| Samuel Schwartz                                               | 10.000 m Gehen                   | nicht ausgetragen | nicht ausgetragen | 53:30,8 min       | Sechster          | nicht erreicht  | nicht erreicht |
| Louis Scott                                                   | 5000 m                           | nicht ausgetragen | nicht ausgetragen | 15:23,5 min       | Erster            | k. A.           | Achter-Elfter  |
| Louis Scott                                                   | 10.000 m                         | nicht ausgetragen | nicht ausgetragen | 34:14,2 min       | Dritter           | DNF             | DNF            |
| Louis Scott                                                   | Crosslauf Einzelwertung          | nicht ausgetragen | nicht ausgetragen | nicht ausgetragen | nicht ausgetragen | 53:51,4 min     | 24.            |
| Mel Sheppard                                                  | 400 m                            | 1:06,6 min        | Zweiter           | 48,9 s            | Zweiter           | nicht erreicht  | nicht erreicht |
| Mel Sheppard                                                  | 800 m                            | k. A.             | Zweiter           | 1:54,8 min        | Dritter           | 1:52,0 min      | Zweiter        |
| Mel Sheppard                                                  | 1500 m                           | nicht ausgetragen | nicht ausgetragen | 4:27,6 min        | Erster            | k. A.           | Neunter-14.    |
| Benjamin Sherman                                              | Hammerwurf                       | nicht ausgetragen | nicht ausgetragen | 38,77 m           | Zwölfter          | nicht erreicht  | nicht erreicht |
| Harry Smith                                                   | Marathon                         | nicht ausgetragen | nicht ausgetragen | nicht ausgetragen | nicht ausgetragen | 2:52:53,8 h     | 17.            |
| Andrew Sockalexis                                             | Marathon                         | nicht ausgetragen | nicht ausgetragen | nicht ausgetragen | nicht ausgetragen | 2:42:07,9 h     | Vierter        |
| Gaston Strobino                                               | Marathon                         | nicht ausgetragen | nicht ausgetragen | nicht ausgetragen | nicht ausgetragen | 2:38:42,4       | Dritter        |
| Norman Taber                                                  | 1500 m                           | nicht ausgetragen | nicht ausgetragen | 4:25,5 min        | Erster            | 3:56,9 min      | Dritter        |
| Lewis Tewanima                                                | 10.000 m                         | nicht ausgetragen | nicht ausgetragen | 32:31,4 min       | Zweiter           | 32:06,6 min     | Zweiter        |
| Lewis Tewanima                                                | Marathon                         | nicht ausgetragen | nicht ausgetragen | nicht ausgetragen | nicht ausgetragen | 2:52:41,4 h     | 16.            |
| Rupert Thomas                                                 | 100 m                            | k. A.             | Zweiter           | k. A.             | Dritter           | nicht erreicht  | nicht erreicht |
| Jim Thorpe                                                    | Weitsprung                       | nicht ausgetragen | nicht ausgetragen | 6,89 m            | Siebter           | nicht erreicht  | nicht erreicht |
| Jim Thorpe                                                    | Hochsprung                       | nicht ausgetragen | nicht ausgetragen | 1,83 m            | Erster            | 1,87 m          | Vierter        |
| Jim Thorpe                                                    | Zehnkampf                        | nicht ausgetragen | nicht ausgetragen | nicht ausgetragen | nicht ausgetragen | 8412,955 Punkte | Olympiasieger  |
| Jim Thorpe                                                    | Fünfkampf                        | nicht ausgetragen | nicht ausgetragen | nicht ausgetragen | nicht ausgetragen | Siebter         | Olympiasieger  |
| Alfred Voellmeke                                              | 10.000 m Gehen                   | nicht ausgetragen | nicht ausgetragen | 52:29,0 min       | Sechster          | nicht erreicht  | nicht erreicht |
| James Wendell                                                 | 110 m Hürden                     | 15,7 s            | Zweiter           | 15,5 s            | Erster            | 15,2 s          | Zweiter        |
| Lawrence Whitney                                              | Kugelstoßen                      | nicht ausgetragen | nicht ausgetragen | 13,93 s           | Dritter           | 13,93 s         | Dritter        |
| Lawrence Whitney                                              | Diskuswurf                       | nicht ausgetragen | nicht ausgetragen | 37,91 m           | 20.               | nicht erreicht  | nicht erreicht |
| Lawrence Whitney                                              | Kugelstoßen (beidarmig)          | nicht ausgetragen | nicht ausgetragen | 24,09 m           | Vierter           | nicht erreicht  | nicht erreicht |
| Garnett Wikoff                                                | 5000 m                           | nicht ausgetragen | nicht ausgetragen | DNF               | DNF               | nicht erreicht  | nicht erreicht |
| Clement Wilson                                                | 100 m                            | k. A.             | Zweiter           | k. A.             | Vierter           | nicht erreicht  | nicht erreicht |
| Clement Wilson                                                | 200 m                            | k. A.             | Zweiter           | k. A.             | Zweiter           | nicht erreicht  | nicht erreicht |
| Harry Worthington                                             | Weitsprung                       | nicht ausgetragen | nicht ausgetragen | 7,03 m            | Vierter           | nicht erreicht  | nicht erreicht |
| Marc Wright                                                   | Stabhochsprung                   | nicht ausgetragen | nicht ausgetragen | 3,65 m            | Erster            | 3,85 m          | Zweiter        |
| Donnell Young                                                 | 200 m                            | 22,8 m            | Erster            | 21,9 m            | Erster            | 22,3 m          | Sechster       |
| Donnell Young                                                 | 400 m                            | 50,4 m            | Zweiter           | DSQ               | DSQ               | nicht erreicht  | nicht erreicht |
| Tell Berna Harry Hellawell Louis Scott                        | Cross Country Mannschaftswertung | nicht ausgetragen | nicht ausgetragen | nicht ausgetragen | nicht ausgetragen | DNF             | DNF            |
| Frank Belote Carl Cooke J. Ira Courtney Clement Wilson        | 4 × 100 m Staffel                | 43,7 s (OR)       | Erster            | DSQ               | DSQ               | nicht erreicht  | nicht erreicht |
| Edward Lindberg Ted Meredith Charles Reidpath Mel Sheppard    | 4 × 400 m Staffel                | nicht ausgetragen | nicht ausgetragen | 3:23,3 min        | Erster            | 3:16,6 min (WR) | Olympiasieger  |
| Tell Berna George Bonhag Abel Kiviat Louis Scott Norman Taber | 3000 m Mannschaft                | nicht ausgetragen | nicht ausgetragen | 9 Punkte          | Erster            | 9 Punkte        | Olympiasieger  |

### Moderner Fünfkampf
| Athlet           | Pistolenschießen | Pistolenschießen | Schwimmen  | Schwimmen | Degenfechten | Degenfechten | Degenfechten | Springreiten | Springreiten | Springreiten | Querfeldeinlauf | Querfeldeinlauf | Gesamtpunkte | Platz   |
| Athlet           | Treffer          | Punkte           | Zeit       | Punkte    | Siege        | Touches      | Punkte       | Strafpunkte  | Zeit         | Punkte       | Zeit            | Punkte          | Gesamtpunkte | Platz   |
| ---------------- | ---------------- | ---------------- | ---------- | --------- | ------------ | ------------ | ------------ | ------------ | ------------ | ------------ | --------------- | --------------- | ------------ | ------- |
| George S. Patton | 150              | 20               | 5:56,6 min | 7         | 20           | 26           | 4            | 0            | 10:42,0 min  | 6            | 20:01,3 min     | 3               | 41           | Fünfter |

### Radsport
| Athlet                                                 | Disziplin                  | Finale       | Finale  |
| Athlet                                                 | Disziplin                  | Zeit         | Platz   |
| ------------------------------------------------------ | -------------------------- | ------------ | ------- |
| John Becht                                             | Einzelzeitfahren (320 km)  | 11:35:04,8 h | 28.     |
| Joseph Kopsky                                          | Einzelzeitfahren (320 km)  | 11:27:06,0 h | 20.     |
| Albert Krushel                                         | Einzelzeitfahren (320 km)  | 11:17:30,0 h | 13.     |
| Alvin Loftes                                           | Einzelzeitfahren (320 km)  | 11:13:51,3 h | Elfter  |
| Walden Martin                                          | Einzelzeitfahren (320 km)  | 11:23:55,2 h | 17.     |
| Frank Meissner                                         | Einzelzeitfahren (320 km)  | 12:29:09,0 h | 70.     |
| Jesse Pike                                             | Einzelzeitfahren (320 km)  | 12:06:21,6 h | 54.     |
| Carl Schutte                                           | Einzelzeitfahren (320 km)  | 10:52:38,8 h | Dritter |
| Jerome Steinert                                        | Einzelzeitfahren (320 km)  | 12:08:32,3 h | 56.     |
| Alvin Loftes Albert Krushel Walden Martin Carl Schutte | Mannschaftsfahren (320 km) | 11:13:51,3 h | Dritter |

### Reiten
| Athlet          | Pferd    | Disziplin        | Finale      | Finale |
| Athlet          | Pferd    | Disziplin        | Strafpunkte | Platz  |
| --------------- | -------- | ---------------- | ----------- | ------ |
| Guy Henry       | Chiswell | Dressur – Einzel | 93          | 13     |
| Jack Montgomery | Deceive  | Dressur – Einzel | 130         | 20     |

| Athlet                                                 | Pferd                         | Disziplin                   | Geländeritt | Geländeritt | Querfeldein | Querfeldein | Hindernis | Hindernis | Jagdspringen | Jagdspringen | Dressur | Dressur  | Gesamt | Gesamt   |
| Athlet                                                 | Pferd                         | Disziplin                   | Punkte      | Platz       | Punkte      | Platz       | Punkte    | Platz     | Punkte       | Platz        | Punkte  | Platz    | Punkte | Platz    |
| ------------------------------------------------------ | ----------------------------- | --------------------------- | ----------- | ----------- | ----------- | ----------- | --------- | --------- | ------------ | ------------ | ------- | -------- | ------ | -------- |
| Ephraim Graham                                         | Connie                        | Vielseitigkeit – Einzel     | 10,00       | Erster      | 9,62        | 19.         | 10,00     | 13.       | 9,40         | Achter       | 6,28    | Zwölfter | 45,30  | Zwölfter |
| Guy Henry                                              | Chiswell                      | Vielseitigkeit – Einzel     | 10,00       | Erster      | 9,46        | 21.         | 10,00     | 15.       | 9,13         | Zwölfter     | 6,95    | Elfter   | 45,54  | Elfter   |
| Benjamin Lear                                          | Poppy                         | Vielseitigkeit – Einzel     | 10,00       | Erster      | 10,00       | Erster      | 10,00     | Erster    | 9,07         | Siebter      | 6,84    | Siebter  | 45,91  | Siebter  |
| Jack Montgomery                                        | Deceive                       | Vielseitigkeit – Einzel     | 10,00       | Erster      | 10,00       | Erster      | 10,00     | Erster    | 9,40         | Dritter      | 6,48    | Neunter  | 45,88  | Neunter  |
| Guy Henry Benjamin Lear Jack Montgomery Ephraim Graham | Chiswell Poppy Deceive Connie | Vielseitigkeit – Mannschaft | 30,00       | k. A.       | 29,46       | k. A.       | 30,00     | k. A.     | 27,60        | k. A.        | 19,27   | k. A.    | 137,33 | Dritter  |

### Ringen
| Athlet         | Disziplin                                     | Erste Runde       | Zweite Runde       | Dritte Runde    | Vierte Runde    | Fünfte Runde    | Sechste Runde   | Siebte Runde    | Finale                  | Finale                  | Finale                  | Finale |
| Athlet         | Disziplin                                     | Gegner Ergebnis   | Gegner Ergebnis    | Gegner Ergebnis | Gegner Ergebnis | Gegner Ergebnis | Gegner Ergebnis | Gegner Ergebnis | Match A Gegner Ergebnis | Match B Gegner Ergebnis | Match C Gegner Ergebnis | Rank   |
| -------------- | --------------------------------------------- | ----------------- | ------------------ | --------------- | --------------- | --------------- | --------------- | --------------- | ----------------------- | ----------------------- | ----------------------- | ------ |
| William Lysohn | Federgewicht (bis 60 kg) (griechisch-römisch) | Pongrácz Verloren | Johansson Verloren | nicht erreicht  | nicht erreicht  | nicht erreicht  | nicht erreicht  | nicht erreicht  | nicht erreicht          | nicht erreicht          | nicht erreicht          | 26.    |
| George Retzer  | Federgewicht (bis 60 kg) (griechisch-römisch) | Schärer Verloren  | Rauss Verloren     | nicht erreicht  | nicht erreicht  | nicht erreicht  | nicht erreicht  | nicht erreicht  | nicht erreicht          | nicht erreicht          | nicht erreicht          | 26.    |

### Schießen
| Athlet                                                                                | Disziplin                                           | Finale   | Finale        |
| Athlet                                                                                | Disziplin                                           | Ergebnis | Platz         |
| ------------------------------------------------------------------------------------- | --------------------------------------------------- | -------- | ------------- |
| Harry Adams                                                                           | Freies Gewehr 300 m                                 | 903      | 28.           |
| Harry Adams                                                                           | Armeegewehr 600 m                                   | 86       | Zwölfter      |
| Harry Adams                                                                           | Armeegewehr Dreistellungskampf                      | 89       | Zwölfter      |
| Edwin Anderson                                                                        | Kleinkaliber 50 m                                   | 185      | 23.           |
| Edwin Anderson                                                                        | Kleinkaliber 25 m – Verschwindendes Ziel            | 208      | 16.           |
| Harold Bartlett                                                                       | Freies Gewehr 300 m                                 | 884      | 36.           |
| Harold Bartlett                                                                       | Armeegewehr 600 m                                   | 83       | 19.           |
| Harold Bartlett                                                                       | Armeegewehr Dreistellungskampf                      | 90       | Neunter       |
| Charles Billings                                                                      | Tontaubenschießen                                   | 14       | 41.           |
| Allan Briggs                                                                          | Freies Gewehr 300 m                                 | 888      | 35.           |
| Allan Briggs                                                                          | Armeegewehr 600 m                                   | 93       | Vierter       |
| Allan Briggs                                                                          | Armeegewehr Dreistellungskampf                      | 85       | 25.           |
| Cornelius Burdette                                                                    | Freies Gewehr 300 m                                 | 912      | 21.           |
| Cornelius Burdette                                                                    | Armeegewehr 600 m                                   | 87       | Achter        |
| Cornelius Burdette                                                                    | Armeegewehr Dreistellungskampf                      | 75       | 52.           |
| John Dietz                                                                            | Beliebige Scheibenpistole 50 m                      | 454      | Neunter       |
| John Dietz                                                                            | Schnellfeuerpistole 30 m                            | 283      | Vierter       |
| Peter Dolfen                                                                          | Beliebige Scheibenpistole 50 m                      | 474      | Zweiter       |
| Peter Dolfen                                                                          | Schnellfeuerpistole 30 m                            | 274      | 16.           |
| Edward Gleason                                                                        | Tontaubenschießen                                   | 87       | Neunter       |
| James Graham                                                                          | Tontaubenschießen                                   | 96       | Olympiasieger |
| Frank Hall                                                                            | Tontaubenschießen                                   | 86       | Zwölfter      |
| John Hendrickson                                                                      | Tontaubenschießen                                   | 14       | 41.           |
| Frederick Hird                                                                        | Kleinkaliber 50 m                                   | 194      | Olympiasieger |
| Frederick Hird                                                                        | Freies Gewehr 300 m                                 | 875      | 38.           |
| Frederick Hird                                                                        | Armeegewehr 600 m                                   | 81       | 26.           |
| Frederick Hird                                                                        | Armeegewehr Dreistellungskampf                      | 84       | 28.           |
| Frederick Hird                                                                        | Kleinkaliber 25 m – Verschwindendes Ziel            | 221      | Achter        |
| John Jackson                                                                          | Armeegewehr 600 m                                   | 93       | Dritter       |
| John Jackson                                                                          | Armeegewehr Dreistellungskampf                      | 82       | 33.           |
| Alfred Lane                                                                           | Beliebige Scheibenpistole 50 m                      | 499      | Olympiasieger |
| Alfred Lane                                                                           | Schnellfeuerpistole 30 m                            | 287      | Olympiasieger |
| William Leushner                                                                      | Kleinkaliber 50 m                                   | 189      | Siebter       |
| William Leushner                                                                      | Kleinkaliber 25 m – Verschwindendes Ziel            | 206      | 24.           |
| William Leushner                                                                      | Laufender Hirsch 100 m Einzelschuss                 | 37       | Achter        |
| William Leushner                                                                      | Laufender Hirsch 100 m Doppelschuss                 | 49       | 15.           |
| William McDonnell                                                                     | Kleinkaliber 50 m                                   | 186      | 18.           |
| William McDonnell                                                                     | Armeegewehr 600 m                                   | 80       | 32.           |
| William McDonnell                                                                     | Armeegewehr Dreistellungskampf                      | 82       | 31.           |
| William McDonnell                                                                     | Kleinkaliber 25 m – Verschwindendes Ziel            | 212      | 14.           |
| Daniel McMahon                                                                        | Tontaubenschießen                                   | 36       | 35.           |
| Carl Osburn                                                                           | Kleinkaliber 50 m                                   | 187      | 13.           |
| Carl Osburn                                                                           | Freies Gewehr 300 m                                 | 915      | 17.           |
| Carl Osburn                                                                           | Armeegewehr 600 m                                   | 94       | Zweiter       |
| Carl Osburn                                                                           | Armeegewehr Dreistellungskampf                      | 95       | Zweiter       |
| Carl Osburn                                                                           | Kleinkaliber 25 m – Verschwindendes Ziel            | 146      | 34.           |
| Hans Roedder                                                                          | Beliebige Scheibenpistole 50 m                      | 431      | 22.           |
| Hans Roedder                                                                          | Schnellfeuerpistole 30 m                            | 275      | Zehnter       |
| Reginald Sayre                                                                        | Beliebige Scheibenpistole 50 m                      | 452      | 13.           |
| Reginald Sayre                                                                        | Schnellfeuerpistole 30 m                            | 268      | 19.           |
| Henry Sears                                                                           | Beliebige Scheibenpistole 50 m                      | 459      | Siebter       |
| Henry Sears                                                                           | Schnellfeuerpistole 30 m                            | 266      | 21.           |
| Ralph Spotts                                                                          | Tontaubenschießen                                   | 87       | Neunter       |
| Warren Sprout                                                                         | Kleinkaliber 50 m                                   | 187      | Zwölfter      |
| Warren Sprout                                                                         | Freies Gewehr 300 m                                 | 896      | 32.           |
| Warren Sprout                                                                         | Armeegewehr 600 m                                   | 85       | 14.           |
| Warren Sprout                                                                         | Armeegewehr Dreistellungskampf                      | 81       | 37.           |
| Warren Sprout                                                                         | Kleinkaliber 25 m – Verschwindendes Ziel            | 205      | 17.           |
| Walter Winans                                                                         | Laufender Hirsch 100 m Einzelschuss                 | 24       | 29.           |
| Walter Winans                                                                         | Laufender Hirsch 100 m Doppelschuss                 | 59       | Elfter        |
| Walter Winans                                                                         | Beliebige Scheibenpistole 50 m                      | 356      | 49.           |
| Walter Winans                                                                         | Schnellfeuerpistole 30 m                            | 276      | Achter        |
| John Dietz Peter Dolfen Alfred Lane Henry Sears                                       | Pistole 50 m Mannschaft                             | 1916     | Olympiasieger |
| John Dietz Alfred Lane Reginald Sayre Walter Winans                                   | Militärrevolver 30 m Mannschaft                     | 1097     | Vierter       |
| Frederick Hird William Leushner William McDonnell Warren Sprout                       | Kleinkaliber 25 m – Verschwindendes Ziel Mannschaft | 881      | Dritter       |
| Frederick Hird William Leushner Carl Osburn Warren Sprout                             | Kleinkaliber 50 m – Mannschaft                      | 744      | Dritter       |
| William Leushner William Libbey William McDonnell Walter Winans                       | Laufender Hirsch 100 m Einzelschuss Mannschaft      | 132      | Zweiter       |
| Harry Adams Allan Briggs Cornelius Burdette John Jackson Carl Osburn Warren Sprout    | Armeegewehr Mannschaft                              | 1687     | Olympiasieger |
| Charles Billings Edward Gleason James Graham Frank Hall John Hendrickson Ralph Spotts | Tontaubenschießen Mannschaft                        | 532      | Olympiasieger |

### Schwimmen
| Athlet                                                     | Disziplin          | Vorläufe          | Vorläufe          | Viertelfinale     | Viertelfinale     | Halbfinale        | Halbfinale        | Finale            | Finale            |
| Athlet                                                     | Disziplin          | Zeit              | Platz             | Zeit              | Platz             | Zeit              | Platz             | Zeit              | Platz             |
| ---------------------------------------------------------- | ------------------ | ----------------- | ----------------- | ----------------- | ----------------- | ----------------- | ----------------- | ----------------- | ----------------- |
| Harry Hebner                                               | 100 m Freistil     | 1:10,4 min        | Dritter           | nicht erreicht    | nicht erreicht    | nicht erreicht    | nicht erreicht    | nicht erreicht    | nicht erreicht    |
| Harry Hebner                                               | 100 m Rücken       | nicht ausgetragen | nicht ausgetragen | 1:21,0 min (OR)   | Erster            | 1:20,8 min (OR)   | Erster            | 1:21,2 min        | Olympiasieger     |
| Ken Huszagh                                                | 100 m Freistil     | 1:06,2 min        | Dritter           | 1:04,2 min        | Erster            | 1:06,2 min        | Zweiter           | 1:05,6 min        | Dritter           |
| Duke Kahanamoku                                            | 100 m Freistil     | 1:026 min (OR)    | Erster            | 1:03,8 min        | Erster            | 1:02,4 min (OR)   | Erster            | 1:03,4 min        | Olympiasieger     |
| Michael McDermott                                          | 200 m Brust        | nicht ausgetragen | nicht ausgetragen | DSQ               | DSQ               | nicht erreicht    | nicht erreicht    | nicht erreicht    | nicht erreicht    |
| Michael McDermott                                          | 400 m Brust        | nicht ausgetragen | nicht ausgetragen | DSQ               | DSQ               | nicht erreicht    | nicht erreicht    | nicht erreicht    | nicht erreicht    |
| Perry McGillivray                                          | 100 m Freistil     | 1:04,8 min (OR)   | Erster            | 1:04,4 min        | Zweiter           | 1:06,2 min        | Dritter           | nicht erreicht    | nicht erreicht    |
| Nicholas Nerich                                            | 100 m Freistil     | 1:07,6 min        | Zweiter           | 1:08,8 min        | Dritter           | nicht erreicht    | nicht erreicht    | nicht erreicht    | nicht erreicht    |
| Nicholas Nerich                                            | 400 m Freistil     | nicht ausgetragen | nicht ausgetragen | 5:50,4 min        | Dritter           | 5:51,0 min        | Vierter           | nicht ausgetragen | nicht ausgetragen |
| James Reilly                                               | 100 m Freistil     | k. A.             | Vierter           | nicht ausgetragen | nicht ausgetragen | nicht ausgetragen | nicht ausgetragen | nicht ausgetragen | nicht ausgetragen |
| James Reilly                                               | 400 m Freistil     | nicht ausgetragen | nicht ausgetragen | 6:10,2 min        | Dritter           | nicht ausgetragen | nicht ausgetragen | nicht ausgetragen | nicht ausgetragen |
| Harry Hebner Ken Huszagh Duke Kahanamoku Perry McGillivray | 4 × 200 m Freistil | nicht ausgetragen | nicht ausgetragen | nicht ausgetragen | nicht ausgetragen | 10:26,4 min (WR)  | Erster            | 10:20,2 min       | Zweite            |

### Tennis
| Athleten      | Disziplin      | Erste Runde     | Zweite Runde    | Dritte Runde                 | Achtelfinale                       | Viertelfinale   | Halbfinale      | Finale          | Finale  |
| Athleten      | Disziplin      | Gegner Ergebnis | Gegner Ergebnis | Gegner Ergebnis              | Gegner Ergebnis                    | Gegner Ergebnis | Gegner Ergebnis | Gegner Ergebnis | Rank    |
| ------------- | -------------- | --------------- | --------------- | ---------------------------- | ---------------------------------- | --------------- | --------------- | --------------- | ------- |
| Männer        |                |                 |                 |                              |                                    |                 |                 |                 |         |
| Theodore Pell | Einzel (Rasen) | Freilos         | Freilos         | Canet gewonnen 6-2, 6-3, 6-4 | Heyden gewonnen 2-6, 7-5, 8-6, 7-5 | nicht erreicht  | nicht erreicht  | nicht erreicht  | Neunter |

### Wasserspringen
| Athlet           | Disziplin                                  | Vorrunde       | Vorrunde       | Finale         | Finale         |
| Athlet           | Disziplin                                  | Ergebnis       | Platz          | Ergebnis       | Platz          |
| ---------------- | ------------------------------------------ | -------------- | -------------- | -------------- | -------------- |
| George Gaidzik   | Kunstspringen 1 m und 3 m                  | 74,03          | Dritter        | 68,01          | Achter         |
| George Gaidzik   | Turmspringen (einfach und zusammengesetzt) | 62,56          | Sechster       | nicht erreicht | nicht erreicht |
| George Gaidzik   | Turmspringen einfach (5 und 10 m)          | 36,2           | Zweiter        | nicht erreicht | nicht erreicht |
| Arthur McAleenan | Kunstspringen 1 m und 3 m                  | 68,02          | Dritter        | nicht erreicht | nicht erreicht |
| Arthur McAleenan | Turmspringen (einfach und zusammengesetzt) | Did not finish | Did not finish | nicht erreicht | nicht erreicht |
| Arthur McAleenan | Turmspringen einfach (5 und 10 m)          | 34,9           | Fünfter        | nicht erreicht | nicht erreicht |